# Liste der Monuments historiques in Fargues (Gironde)
Die Liste der Monuments historiques in Fargues (Gironde) führt die Monuments historiques in der französischen Gemeinde Fargues auf.

## Liste der Bauwerke
| Bezeichnung | Beschreibung              | Standort | Kennzeichnung | Schutzstatus | Datum | Bild           |
| ----------- | ------------------------- | -------- | ------------- | ------------ | ----- | -------------- |
| Schloss     | Erbaut im 14. Jahrhundert | (Lage)   | PA33000099    | Inscrit      | 2007  | weitere Bilder |

## Liste der Objekte
| Bezeichnung                                     | Beschreibung                                | Standort                        | Kennzeichnung | Schutzstatus | Datum | Bild |
| ----------------------------------------------- | ------------------------------------------- | ------------------------------- | ------------- | ------------ | ----- | ---- |
| Skulptur Madonna mit Kind                       | Holz, 15. Jahrhundert                       | in der Kirche Notre-Dame (Lage) | PM33000497    | Classé       | 1908  |      |
| Skulpturen: Madonna mit Kind und Anbetungsengel | Holz, vergoldet und bemalt, 18. Jahrhundert | in der Kirche Notre-Dame (Lage) | PM33000498    | Classé       | 1908  |      |